# Аблямітов Фуат Якубович
Фуа́т Яку́бович Аблямі́тов (1937—2007) — кримськотатарський громадський активіст, кандидат медичних наук (1973), депутат Верховної Ради АР Крим 2-го скликання.

## Життєпис
Народився 1937 року в місті Сімферополь (Кримська АРСР). Мама Султаніе працювала фармацевтом, батько Якуб Аметович викладав в сільськогосподарському інституті. 1938 року його батько розстріляний «за шпигунство на турецьку, німецьку, англійську та японську розвідки». Побоюючись переслідувань, мати з двома малолітніми синами 1944 року вирішує переїхати до родини в Туреччину. Однак в Румунії сама з'являється до комендатури — щоб не піддати небезпеці співвітчизників, що кілька років надавали притулок біженцям. 1949 року Фуата з братом й матір'ю як «зрадників» відіслали вслід за депортованими кримськими татарами до Середньої Азії.
Протягом 1955—1957 років працював креслярем на Ташкентському електротехнічному заводі. В 1960—1963 роках — фельдшер.
1963 року закінчив Ташкентський медичний інститут. З того ж року — лікар на станції швидкої допомоги.
В 1973—1978 роках — завідувач відділу неврології клінічної лікарні, 1978—1983 роки — асистент Ташкентського медичного інституту. Протягом 1983—1985 років — лікар «швидкої допомоги» в Москві.
В 1985—1990 роках — лікар поліклініки Міністерства охорони здоров'я Узбецької РСР.
7 липня 1987 року троє кримськотатарських активістів — Фуат Аблямітов, Решат Джемілєв та Сабріе Сеутова беруть участь в організованому московськими правозахисниками відкритті прес-клубу «Гласность» та оповідають перед представниками закордонних ЗМІ про демонстрацію, що відбулася 6 липня й наступний прийом в ЦК КПРС.
Літом 1987 року у містах та районах компактного проживання кримських татар міліції надаються «додаткові повноваження для наведення порядку». В узбецьких містах Ташкенті, Бекабаді, Сирдар'ї та Янгіюлі в райкоми викликаються кримські татари — члени КПРС, від яких вимагають підписання заяв про засудження дій «екстремістів» — серед них Сабріе Сеутова, Решат Джемілєв, Фуат Аблямітов, Ескендер Фазилов та інші. 3 жовтня Сабріе затримують в Самарканді — нібито автівка, в якій вона їхала, нібито збила пішохода. В швидкому часі з'ясовується, що жодного наїзду не було, того ж дня автівку Сеутової знову затримують — цього разу за мотивом «підозра у вбивстві».
З 1990 по 1994 рік — заступник головного лікаря по лікувальній роботі Республіканського медичного центру обслуговування депортованих громадян Кримської АРСР.
Депутат Верховної Ради Криму 2-го скликання (1994—1998 роки), в 1994-1997-х — член Постійної комісії по охороні здоров'я та санаторно-курортному лікуванню. З лютого 1997 по квітень 1998 року — голова Постійної комісії щодо депутатської етики та організації роботи та організації роботи ВР АРК.
Помер в лютому 2007 року у Сімферополі, перенісши інфаркт та інсульт, після довгої хвороби. Сім'ї так і не створив, присвятив своє життя потребам народу.